# Opinión (Bolivia)
Opinión es un periódico publicado en Cochabamba, Bolivia, fundado en enero de 1985, como brazo informativo de la Cooperativa Boliviana de Cemento, Industrias y Servicios (COBOCE Ltda.); dicho ente seguía siendo su casa matriz en 2025. Su fundador y otrora director es Edwin Tapia Frontanilla.

## Historia
En 2015, su director era Federico Sabat. En 2025, la directora es Brenda Molina.
En 2019, Opinión sufrió amenazas al publicar una noticia sobre la explosión de una bomba en un centro comercial; de no suprimir la noticia, sería objeto de otra bomba aún mayor.
En 2020 Opinión declaró ante el Órgano Electoral Plurinacional ser de circulación nacional.  En 2024, el periódico era miembro de la Asociación Nacional de la Prensa de Bolivia; la tesorera de la Asociación era representante del diario.
En 2025 un conflicto laboral había llevado a Opinión a los tribunales.